# Resolutie 1383 Veiligheidsraad Verenigde Naties
Resolutie 1383 van de Veiligheidsraad van de Verenigde Naties werd op 6 december 2001 unaniem aangenomen door de VN-Veiligheidsraad. De resolutie steunde de nieuwe Afghaanse overgangsregering en het akkoord over de oprichting van nieuwe overheidsinstellingen.

## Achtergrond
In 1979 werd Afghanistan bezet door de Sovjet-Unie, die vervolgens werd bestreden door Afghaanse krijgsheren. Toen de Sovjets zich in 1988 terugtrokken raakten ze echter slaags met elkaar. In het begin van de jaren 1990 kwamen ook de Taliban op. In september 1996 namen die de hoofdstad Kabul in. Tegen het einde van het decennium hadden ze het grootste deel van het land onder controle en riepen ze een streng islamitische staat uit.
In 2001 verklaarden de Verenigde Staten met bondgenoten hun de oorlog en moesten ze zich terugtrekken, waarna een interim-regering werd opgericht.

## Inhoud
De Veiligheidsraad bevestigde het recht van het Afghaanse volk om haar eigen politieke toekomst te bepalen. Ze wilde hen ook helpen de tragische conflicten in Afghanistan te beëindigen, verzoening en vrede te brengen en samen te werken met de internationale gemeenschap zodat het land niet langer een uitvalsbasis voor terroristen was. Op 5 december was een akkoord getekend over de oprichting van overheidsinstellingen.
De Veiligheidsraad stond achter de in dat akkoord getroffen regelingen. Alle groepen in Afghanistan werden opgeroepen het akkoord volledig uit te voeren en mee te werken aan de overgangsregering die op 22 december zou worden geïnstalleerd. Ze was ook bereid verdere actie te ondernemen om die regering te steunen. Ten slotte werden al die groepen ook opgeroepen te verzekeren dat hulporganisaties toegang hadden tot personen in nood.

## Verwante resoluties
- Resolutie 1363 Veiligheidsraad Verenigde Naties
- Resolutie 1378 Veiligheidsraad Verenigde Naties
- Resolutie 1386 Veiligheidsraad Verenigde Naties
- Resolutie 1388 Veiligheidsraad Verenigde Naties (2002)

Lijst ·  1335 ·  1336 ·  1337 ·  1338 ·  1339 ·  1340 ·  1341 ·  1342 ·  1343 ·  1344 ·  1345 ·  1346 ·  1347 ·  1348 ·  1349 ·  1350 ·  1351 ·  1352 ·  1353 ·  1354 ·  1355 ·  1356 ·  1357 ·  1358 ·  1359 ·  1360 ·  1361 ·  1362 ·  1363 ·  1364 ·  1365 ·  1366 ·  1367 ·  1368 ·  1369 ·  1370 ·  1371 ·  1372 ·  1373 ·  1374 ·  1375 ·  1376 ·  1377 ·  1378 ·  1379 ·  1380 ·  1381 ·  1382 ·  1383 ·  1384 ·  1385 ·  1386